# Hurst Green (Surrey)
Hurst Green – wieś w Anglii, w hrabstwie Surrey, w dystrykcie Tandridge. Leży 31 km na południe od centrum Londynu.